# Oreoderus brevicarinatus
Oreoderus brevicarinatus är en skalbaggsart som beskrevs av Maurice Pic 1928. Oreoderus brevicarinatus ingår i släktet Oreoderus och familjen Cetoniidae. Inga underarter finns listade i Catalogue of Life.